# Вила
Вила (самовила, самодива; болг. и серб. вила; макед. самовила; хорв. и словен. vila; словац. víla; пол. wiła; болг. орисница) — в верованиях и фольклоре южных славян и отчасти словаков женское мифологическое существо, наделяемое преимущественно положительными свойствами. Может, однако, мстить человеку за причинённое ей зло, что сближает её с богинкой, отчасти с русалкой.
Выглядят как стройные очаровательные (редко — безобразные) девушки с длинными (иногда до земли) распущенными волосами и крыльями. Одеты в длинные волшебные платья или покрывала, под которыми они скрывают ноги с копытами.

## Описание

### У южных славян
Ноги у них козьи, лошадиные или ослиные. Вилы закрывают их длинной белой одеждой. К людям, особенно к мужчинам, они относятся дружелюбно, помогают обиженным и сиротам. Если разгневать вил, они могут жестоко наказать, даже убить одним взглядом. Они могут лечить, предсказывать смерть, но и сами они не бессмертны.
Вилы могли летать, как птицы, обитали в горах, отчего обычные эпитеты вилы в народной поэзии: биогорска вила, или загорка, загоркиня. Они владели колодцами и озёрами, обладали способностями «запирать» воды. Многие горные ключи в Сербии и Черногории носят название вилина вода. Если отнять у них крылья, они теряют способность летать и становятся простыми женщинами. Этим нередко пользовались молодые мужчины. Они отбирали у вилы крылья, а затем брали в жёны. Но такой брак никогда не заканчивался удачно. Рано или поздно вила обманом и хитростью выманивала свои крылья обратно и улетала. Дети, рождённые в таком браке, часто оставались брошенными на отца. Но иногда вила-мать могла забрать ребёнка с собой.
По болгарским поверьям, вилы появляются преимущественно весной и летом, иногда — от Благовещения до Воздвижения, любят большие праздники, особенно Пасху.
Культ вил и их связь с колодцами известны по болгарским источникам с XIII века, где их называют «самовилы» и считают девушками, умершими без крещения.
В болгарской народной поэзии встречается упоминание о юдах — вилах, отличающихся враждебным отношением к людям. Первоначально слово «юда» имело различные значения: могучая, коварная, вертлявая, сварливая, злобная по отношению к виле. В дальнейшем юда стала синонимом слов вила, самодива, самовила. У болгар из-за созвучия происходило смешение юды с Иудой, что послужило поводом для выделения её в самостоятельную фигуру фольклора.

### У западных славян
На западнославянских территориях вилы описываются как умершие девушки, которые не могут упокоиться и способны причинить зло тем, кто их обидел при жизни (ср. с русскими русалками-утопленницами и украинскими мавками).
У немецкого поэта XIX века Генриха Гейне вилии описаны как призраки-танцовщицы девушек умерших до свадьбы. Они могут встретиться ночью и исчезают на рассвете. Одеты в подвенечное платье, с венками и кольцами. Если встретят на большой дороге ночью молодого человека — вовлекают со смехом и обаянием в танец, и танцующий умирает. Генрих Гейне писал, что эта легенда славянского происхождения. Он уподобляет их эльфам (феям) и вакханкам.
Славянских вил, русалок, полудниц и т. д. Буслаев и Афанасьев сопоставляли с немецкими эльфами и валькириями.

### У восточных славян
Несмотря на то, что вилы упоминаются в памятниках древнерусской литературы («Слово некоего христолюбца и ревнителя по правой вере» и др.), восточнославянской народной традиции они как будто неизвестны. Старинные русские поверья не знают этого слова, и «вряд ли это древнерусский образ». Упоминание вил в восточнославянских памятниках учёные объясняют влиянием южно-славянской литературной традиции.
Не подлежит сомнению, что южно-славянский вилы соответствуют русским русалкам. По всей видимости, представления и о тех, и о других, подобно представлениям о фраваши, являются наследием индоевропейской древности и возникли из представления о душах умерших: «воинственные валькирии севера и славянские вилы не только девы судьбы, но и фильги, сложившиеся в особый тип, в глуби которого затерялось их бытовое отношение к культу ман».

## Вилы в искусстве
У Аполлона Майкова есть стихотворение «Утро. Предание о виллисах», в котором он описывает их так:
Из ущелий чёрных

Вылетели тени —

Белые невесты:

Широко в полёте

Веют их одежды,

Головы и тело

Дымкою покрыты,

Только обозначен

В них лучом румяным

Очерк лиц и груди.— Аполлон Майков, «Утро. Предание о виллисах», 1857
- Балет «Жизель», либретто Теофиля Готье, музыка Адольфа Адана. Принц переодевается крестьянином и влюбляется в крестьянку Жизель. Узнав правду, она сходит с ума и умирает. Повелительница вил (в либретто используется немецкий вариант написания wilis «виллиса») по имени Мирта забирает Жизель к себе и делает вилой. Они чуть было не губят принца, но его спасает колокольный звон. Готье при поиске сюжета «Жизели» вдохновился фрагментом из «Зимней сказки» Генриха Гейне, в которой поэт рассказывал эту то ли немецкую, то ли славянскую легенду о девушках, которые не могут успокоиться в своих могилах, потому что умерли накануне своей свадьбы[12].
- Опера Пуччини «Вилли» (иначе «Виллы», «Феи») рассказывает о девушке, умершей накануне свадьбы, и о том, как она стала вилой[13]. В опере вилы способны вызывать шторм и влиять на погоду. Либретто оперы основано на одноимённом рассказе Альфонса Карра.
- С легенды о виле начинается роман Иво Андрича «Мост на Дрине».
- Роман Антона Уткина «Вила Манадлина»[14].

## Любопытные факты
Как пишет С. М. Толстая, «по верованиям сербов и хорватов, в наше время вил уже нет, они исчезли с появлением огнестрельного оружия, после убийства человеком хозяина вил, и т. п. Нередко люди об этом сожалеют, считая, что с исчезновением вил ушли из жизни благодать и счастье».